# Eleccions parlamentàries poloneses de 1980
Les Eleccions parlamentàries poloneses de 1980 es van celebrar a la República Popular de Polònia per a renovar el Sejm el 23 de març de 1980 amb el Partit Comunista i els partits satèl·lits en un sistema de candidatures úniques per circumscripció, cosa que facilitava que sempre sortissin elegits el mateix nombre d'escons per als diferents partits. La participació fou del 98,90%.
El nou secretari general Stanisław Kania, no va aconseguir augmentar el suport a la política del partit, molt deteriorat després de les protestes de 1976, i el setembre del mateix any es va constituir el sindicat i moviment polític Solidarność, amb suport de l'Església Catòlica.

## Resultats
|                                 |                                 |                                 |                                 |            |        |           |     |
| Partit                          | Partit                          | Partit                          | Partit                          | Vots       | %      | Escons    | +/- |
|                                 | FJN                             |                                 | Partit Obrer Unificat Polonès   | 24,683,056 | 99.52  | 261 / 460 | =   |
|                                 | FJN                             | Partit Popular Unit             | 113 / 460                       | 24,683,056 | 99.52  | =         |     |
|                                 | FJN                             | Partit Demòcrata                | 37 / 460                        | 24,683,056 | 99.52  | =         |     |
|                                 | FJN                             | Independents                    | 49 / 460                        | 24,683,056 | 99.52  | =         |     |
| Vots vàlids                     | Vots vàlids                     | Vots vàlids                     | Vots vàlids                     | 24,802,612 | 99.94  | –         |     |
| Vots invàlids                   | Vots invàlids                   | Vots invàlids                   | Vots invàlids                   | 13,692     | 0.06   | –         |     |
| Total                           | Total                           | Total                           | Total                           | 24,816,304 | 100.00 | 460       |     |
| Votants registrats/participació | Votants registrats/participació | Votants registrats/participació | Votants registrats/participació | 25,098,816 | 98.87  | –         |     |
| Font: Nohlen & Stöver           |                                 |                                 |                                 |            |        |           |     |